# André Mendonça
André Luiz de Almeida Mendonça, né le 27 décembre 1972, est un pasteur presbytérien et homme politique brésilien.
De 2020 à 2021, il est ministre de la Justice du Brésil, au sein du gouvernement de Jair Bolsonaro. Il entre ensuite à la Cour suprême.

## Biographie
Diplômé en droit en 1993 à la faculté de droit du centre universitaire de Bauru, à São Paulo, André Mendonça termine sa spécialisation en droit public à l'université de Brasilia, master à l'université de Salamanque, avec une thèse sur la corruption et le Rechtsstaat et il reçoit la plus haute note pour sa thèse de doctorat Estado de Derecho y Gobernanza Global (« Rechtsstaat and Global Governance ») dans la même université. André Mendonça est professeur adjoint à Salanabca et à la Fondation Getúlio Vargas. 
Il est également diplômé en théologie du Sul American Theological College, à Londrina, et est pasteur à l'église presbytérienne du Brésil, à Brasilia.
Il est avocat chez Petrobras Distribuidora, jusqu'à ce qu'il rejoigne la carrière d'Attorney du Brésil en 2000.
Il est nommé ministre de la Justice entre avril 2020 et mars 2021 sous la présidence de Jair Bolsonaro.
Il est nommé à la Cour suprême en décembre 2021, le président Bolsonaro ayant promis de placer un juge « terriblement évangélique » à la haute cour apparemment par calcul politique, 31 % de la population brésilienne s'identifiant comme évangélique. Sa nomination est jugée favorablement par les secteurs les plus conservateurs du pays. Après avoir été confirmé par un vote du Sénat, il déclare : « Ma première réaction est de rendre gloire à Dieu (…) c’est un petit pas pour l’homme, mais un bond pour les évangéliques ! ».